# Metropolia di Amasea

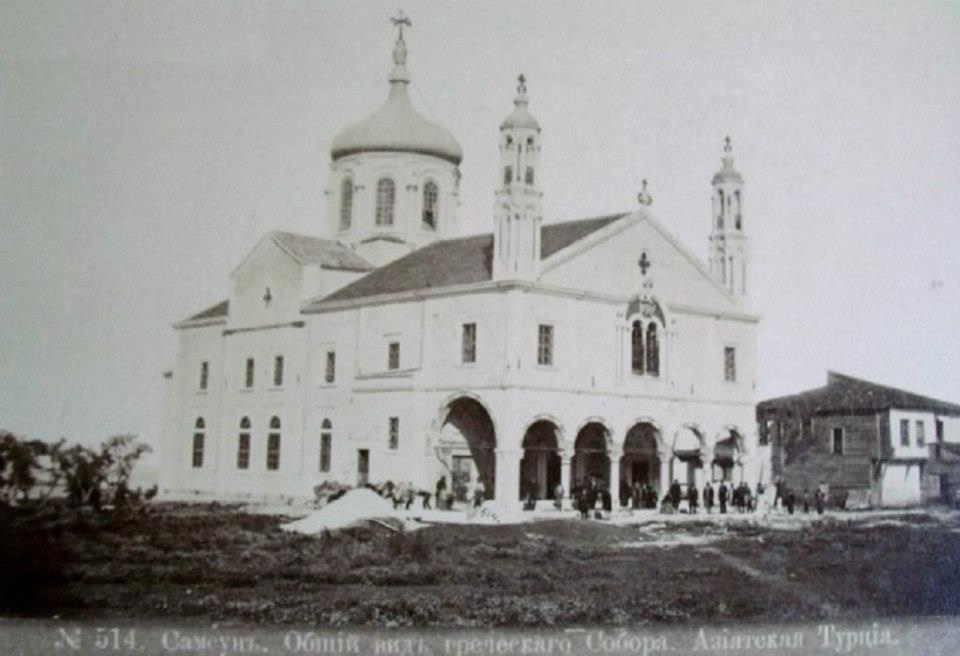
Antica fotografia della chiesa, oggi scomparsa, della Santissima Trinità di Samsun, l'antica Amisos, che fu cattedrale della metropolia di Amasea al momento della sua soppressione.

Mappa delle sedi metropolitane del patriarcato di Costantinopoli in Anatolia attorno al 1880.

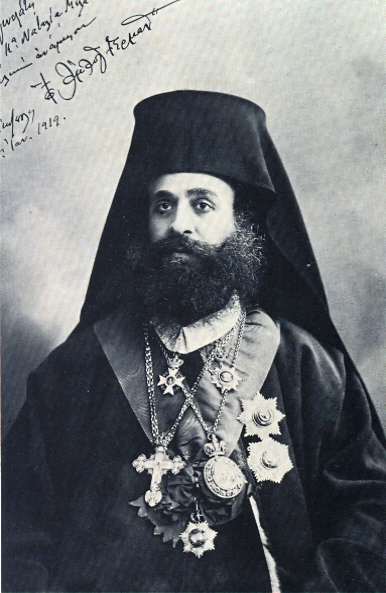
Germanos Karavangelis, ultimo metropolita greco-ortodosso di Amasea (1909-1922).

La metropolia di Amasea (in greco: Μητρόπολης Ἀμασείας ; Mitrópolis Amaseias) è una sede soppressa del patriarcato di Costantinopoli.

## Storia
Amasea, corrispondente alla città turca di Amasya, fu la sede metropolitana della provincia romana dell'Elenoponto nel patriarcato di Costantinopoli, attestata a partire dal III secolo.
Alcune tradizioni greche riconoscono l'antichità della comunità cristiana di Amasea, fondata in età apostolica dallo stesso san Pietro, che dopo aver predicato il vangelo avrebbe nominato il primo vescovo, Nicezio. Un'altra tradizione lega invece l'evangelizzazione della città all'apostolo sant'Andrea.
Il Martirologio Romano ricorda alcuni martiri di Amasea: san Teodoro (17 febbraio), le cui reliquie furono traslate a Eucaita, dove un santuario a lui dedicato fu meta di numerosi pellegrinaggi in epoca bizantina; i santi Cleonico e Eutropio (3 marzo), martiri durante la persecuzione dell'imperatore Massimiano; e san Basilio vescovo di Amasea (26 aprile), martire sotto l'imperatore Licinio. Dagli atti del martirio di san Basilio e in base alla testimonianza di Eusebio di Cesarea, suo contemporaneo, si ricava che la città possedeva diverse chiese o edifici di culto, tra cui la basilica fatta costruire dal vescovo martire e nella quale fu sepolto. Di un'altra basilica, fatta costruire dall'imperatore Anastasio I, è stata ritrovata l'iscrizione dedicatoria. Un documento della fine del VI secolo testimonia l'esistenza in città di almeno quattro monasteri. Tra questi, il più famoso è un monastero le cui origini risalgono alla prima metà del V secolo, fondato da Melezio, Uranio e Seleuco; Melezio e Seleuco furono vescovi di Amasea, mentre Uranio divenne vescovo di Ibora.
Dopo il leggendario Nicezio, il primo vescovo storicamente documentato è Fedimo che attorno al 240 consacrò san Gregorio Taumaturgo vescovo di Neocesarea. Le fonti conciliari attestano la presenza di san Basilio al concilio di Ancira nel 314 e di Eutichiano al concilio di Nicea nel 325.
La sede è menzionata in tutte le Notitiae Episcopatuum del patriarcato dal VII secolo fino alla conquista ottomana di Costantinopoli nel XV secolo. Occupa generalmente la 12º posizione nell'ordine gerarchico delle sedi metropolitane del patriarcato, e le sono assegnate sei diocesi suffraganee: Amiso, Sinope, Ibora, Andrapa, Zaliche (o Leontopoli) e Zela. Alla provincia ecclesiastica apparteneva anche l'arcidiocesi autocefala di Eucaita, assunta al rango di sede metropolitana verso la fine del IX secolo.
Alla fine del XIV secolo la città e il territorio di Amasea vennero conquistati dagli Ottomani. Da questo momento, la città perse d'importanza, anche a causa del diminuire progressivo del numero dei cristiani, che portò alla scomparsa delle diocesi suffraganee di Amasea; la sede dei metropoliti venne trasferita a Amisos, l'odierna Samsun, dove venne costruita la nuova cattedrale dedicata alla Santissima Trinità, ancora esistente agli inizi del XX secolo.
Pur ridotta di numero la comunità cristiana sopravvisse fino al termine della prima guerra mondiale, come pure la sede metropolitana. Attorno al 1910 la metropolia, su una popolazione di poco maggiore ai 285.000 abitanti, comprendeva 36.700 greco-ortodossi (12,8%), 50.600 armeni (17,7%) e 198.000 mussulmani (69,5%).
L'ultimo metropolita residente è stato Germanos Karavangelis, che il 7 giugno 1921 fu condannato a morte in contumacia dal governo turco e per questo dovette fuggire dalla Turchia. La sede fu de facto soppressa, come tutte le altre diocesi greco-ortodosse della neonata Turchia, in seguito agli accordi del trattato di Losanna del 1923 che impose obbligatoriamente lo scambio delle popolazioni tra Grecia e Turchia, per cui tutti i cristiani greco-ortodossi che abitavano l'Anatolia dovettero trasferiti in Grecia.
Il titolo di metropolita di Amasea è ancora assegnato dal patriarcato di Costantinopoli, ma è un semplice titolo vescovile non residenziale.

## Cronotassi

### Periodo romano e bizantino
- Nicezio †
- Fedimo † (menzionato nel 240 circa)
- Sant'Atenodoro † (? - circa 275 deceduto)[8]
- San Basilio I † (prima del 314 - circa 322/323 deceduto)
- Eutichiano † (menzionato nel 325)
- Eulalio † (menzionato nel 378)[9]
- Asterio † (prima del 400 - circa 410/425 deceduto)
- Palladio † (menzionato nel 431)
- Melezio †
- Seleuco † (prima del 448 - dopo il 458)
- Mamas? † (circa 491/518)[10]
- Stefano † (menzionato nel 553)
- Giovanni I † (prima del 680 - 692)[11][12]
- Teodoro I † (menzionato nel 692)[11][13]
- Daniele † (menzionato nel 787)[14]
- Teofilatto † (menzionato nel 791/792)[15]
- Leone I † (circa IX secolo)[16]
- Niceforo † (menzionato nell'869)[17]
- Anonimo † (menzionato nell'877/886)[18]
- Malaceno † (inizi del X secolo)[19]
- Stefano I † (? - agosto 925 eletto patriarca di Costantinopoli)[20]
- Melezio I † (X secolo)[21]
- Niceta I † (menzionato nel 1000 circa)[22]
- Basilio II † (XI secolo)[23]
- Giovanni II † (XI secolo)[24]
- Michele I † (prima del 1029 - dopo il 1032)[25]
- Anonimo † (menzionato nel 1059)[26]
- Teodoro II † (menzionato nel 1079)[27]
- Niceta II † (? - dopo il 2 marzo 1166 deposto o deceduto)[28][29]
- Leone II † (prima del 6 maggio 1166 - dopo il 1172)[28][30]
  - Michele II † (menzionato nel 1174) (vescovo eletto)[31]
- Anonimo † (menzionato nel 1186)
- Stefano II † (menzionato nel 1197)
- Callisto † (menzionato nel 1315)
- Michele III † (prima del 1370 - dopo il 1387)

### Periodo ottomano e turco
- Joasaph I † (menzionato nel 1439)
- Daniele? † (menzionato nel 1450)
- Sabbazio † (prima del 1546 - dopo il 1547)
- Gennadio † (menzionato nel 1563)
- Joasaph II † (prima del 1572 - dopo il 1578)
- Antimo I † (menzionato nel 1590)
- Joasaph III † (menzionato nel 1591)
- Gregorio † (prima del 1617 - 12 aprile 1623 eletto patriarca di Costantinopoli)
- Melezio II † (15 giugno 1623 - luglio 1626 deposto)
- Zaccaria † (1626 - 1633)
- Melezio II † (1633 - marzo 1635 deposto) (per la seconda volta)
- Ezechiele † (13 marzo 1635 - 1641 eletto metropolita di Euripo)
- Metrofane † (1641 - 1644)
- Arsenio † (2 febbraio 1644 - 1652 deceduto)
- Cosma † (marzo 1652 - 1656 deposto)
- Gerasimo † (novembre 1656 - 1665 deposto)
- Cosma † (1665 - 1668) (per la seconda volta)
- Gerasimo † (1668 - 1672) (per la seconda volta)
- Joasaph III †
- Gioannizio †
- Dionisio I † (menzionato nel 1717 e nel 1724)
- Agapeto † (menzionato nel 1725 circa)
- Callinico I † (menzionato nel 1732)
- Beniamino † (menzionato nel 1756)
- Gabriele † (? - 1766 dimesso)
- Dionisio II † (prima del 1771 - 1780)
- Paisio † (settembre 1780 - 1809 deceduto)
- Neofito † (dicembre 1809 - luglio 1826 dimesso)
- Dionisio III † (luglio 1826 - gennaio 1827 sospeso)
- Neofito † (gennaio 1827 - agosto 1828 dimesso) (per la seconda volta)
- Melezio III † (agosto  1828 - novembre 1830 eletto metropolita di Tessalonica)
- Dionisio III † (novembre 1830 - settembre 1835 deposto) (per la seconda volta)
- Callinico II † (settembre 1835 - marzo 1847 deceduto)
- Cirillo † (marzo 1847 - 3 ottobre 1855 eletto patriarca di Costantinopoli)
- Sofronio I † (9 ottobre 1855 - 2 ottobre 1863 eletto patriarca di Costantinopoli)
- Sofronio II † (17 gennaio 1864 - giugno 1887 deceduto)
- Antimo II Alexoudis † (22 luglio 1887 - 5 febbraio 1908 sospeso)
- Germano Karavangelis † (5 febbraio 1908 - 27 ottobre 1922 eletto metropolita di Giannina)
- Spiridone Vlachos † (27 ottobre 1922 - 15 aprile 1924 eletto metropolita di Giannina)
  - Germano Karavangelis † (12 luglio 1924 - 10 febbraio 1935 deceduto) (per la seconda volta)
  - Apostolo Tryphonos † (25 ottobre 1951 - 29 novembre 1957 deceduto)